# Nevesinje
Nevesinje (Servisch: Невесиње) is een stad en gemeente in Bosnië en Herzegovina, gelegen in Oost-Herzegovina tussen Mostar en Gacko. Het maakt deel uit van de entiteit Servische Republiek en het kanton Herzegovina-Neretva. In Nevesinje bevindt zich een als werelderfgoed erkende necropolis met middeleeuwse stećci-grafstenen.

## Geschiedenis
Op 9 juli 1875 begon hier de Opstand van Herzegovina, het begin van de Grote Oosterse Kwestie in de Balkan die eindigde met de Russisch-Turkse Oorlog (1877-1878).

## Geografie
De gemeente Nevesinje is een erg berg- en heuvelachtig gebied met een gemiddelde hoogte van 860 meter boven zeeniveau. De gemeente is 1040 km² groot. Een karst vlakte maakt een belangrijk deel uit van de gemeente.

## Klimaat
Nevesinje heeft een typisch Europees landklimaat met lange en koude winters en korte en droge zomers. De grootste hoeveelheden neerslag vallen aan het begin van de lente en aan het einde van de herfst.

## Bevolking
De laatste volkstelling is gedaan in 1991, dus de tegenwoordige bevolkingsaantallen zijn gebaseerd op schattingen. Op het moment, wordt de bevolking van de gemeente geschat op ongeveer 18000 inwoners. Ongeveer 10000 daarvan zijn permanente inwoners van het gebied, terwijl de overige 8000 geregistreerde vluchtelingen zijn uit andere gebieden. De meesten hiervan zijn in Nevesinje beland tijdens de Bosnische Oorlog in de jaren 90, en wonen hier allemaal langer dan 10 jaar. Bijna een kwart van de bevolking is 60 jaar of ouder. De werkloosheidcijfers zijn erg hoog en veel jonge mensen verlaten het gebied op zoek naar werk, in andere delen van ex-Joegoslavië, of Europa.

### De Gemeente Nevesinje
| jaar van census | totaal | Serven          | Bosniakken     | Kroaten     | Joegoslaven | overig     |
| --------------- | ------ | --------------- | -------------- | ----------- | ----------- | ---------- |
| ~1991~          | 14,448 | 10,711 (74.13%) | 3,313 (22.93%) | 210 (1.45%) | 123 (0.85%) | 91 (0.62%) |
| ~1981~          | 16,326 | 11,587 (70.97%) | 3,853 (23.60%) | 276 (1.69%) | 521 (3.19%) | 89 (0.54%) |
| ~1971~          | 19,333 | 14,479 (74.89%) | 4,370 (22.60%) | 384 (1.98%) | 28 (0.14%)  | 72 (0.37%) |

### De stad Nevesinje
| jaar van census | totaal | Serven         | Bosniakken   | Kroaten    | Joegoslaven | overig     |
| --------------- | ------ | -------------- | ------------ | ---------- | ----------- | ---------- |
| ~1991~          | 4,068  | 3,247 (79.81%) | 634 (15.58%) | 39 (0.95%) | 104 (2.55%) | 44 (1.08%) |

## Nederzettingen in de gemeente Nevesinje1991
Totaal: 56
Batkovići, Bežđeđe, Biograd, Bojišta, Borovčići, Bratač, Budisavlje, Donja Bijenja, Donji Drežanj, Donji Lukavac, Dramiševo, Gaj, Gornja Bijenja, Gornji Drežanj, Gornji Lukavac, Grabovica, Hrušta, Humčani, Jasena, Jugovići, Kifino Selo, Kljen, Kljuna, Kovačići, Krekovi, Kruševljani, Lakat, Luka, Miljevac, Nevesinje, Odžak, Plužine, Podgrađe, Postoljani, Presjeka, Pridvorci, Prkovići, Rabina, Rast, Rilja, Rogače, Seljani, Slato, Sopilja, Studenci, Šehovina, Šipačno, Trtine, Trusina, Udrežnje, Zaborani, Zalom, Zalužje, Zovi Do, Žiljevo, Žuberin and Žulja.